# برت ایستون الیس
برت ایستون الیس (انگلیسی: Bret Easton Ellis؛ زادهٔ ۷ مارس ۱۹۶۴) نویسنده، فیلم‌نامه‌نویس، پدیدآور و رمان‌نویس اهل ایالات متحده آمریکا است. آثار او به ۲۷ زبان ترجمه شده‌اند. فیلم‌های روانی آمریکایی و دره‌های عمیق با اقتباس از داستان‌های الیس ساخته شده‌اند.

## در ایران
کتاب روانی آمریکایی در ایران توسط علی طباخیان به فارسی ترجمه شده است.